# Wilfried Bust
Wilfried Bust ist ein ehemaliger deutscher Kanute. Er war mehrfacher DDR-Meister.

## Leben
Bust kam im Herbst 1949 gemeinsam mit Arnold Kahler zur im Magdeburger Stadtteil Fermersleben an der Elbe ansässigen Kanuabteilung der Betriebssportgemeinschaft von Buckau Wolf, der späteren BSG Stahl Süd Magdeburg bzw. BSG Motor Südost Magdeburg. Zuvor hatte er den Sport privat im Umfeld der Flussbadeanstalt Michaelis betrieben. Bust und Kahler brachten einen eigenen Wanderkanadier mit.
Ein erster größerer Erfolg stellte sich 1950 ein, als sie am 23. August 1950 bei einer Kanu-Regatta des SV Lokomotive, die amtierenden DDR-Meister Musche und Eschstedt im Zweier-Canadier über 1000 Meter besiegten. Um die im Verein dringend benötigten Boote zu erhalten, wurden weitere Boote selbst gebaut und die Materialien hierfür von ihm in der Zimmerei von Buckau-Wolf selbst zugeschnitten. Um Kupfernägel zu erhalten schmuggelte er diese aus West-Berlin in die DDR. Bust arbeitete bei Buckau-Wolf.
Am 15. Juli 1951 gelang dann in Leipzig gemeinsam mit Arnold Kahler der Gewinn der DDR-Meistertitel im Zweier-Canadier über 1000 und 10.000 Meter. Auch bei den Landesmeisterschaften Sachsen-Anhalts wurde man Erster über 1000 Meter. Weitere Erfolge schlossen sich an. Ebenfalls erfolgreich war man bei den DDR-Meisterschaften 1952, wo Bust und Kahler sowohl über 10.000 Meter als auch in der Länderstaffel für Männer über 10-mal 1000 Meter den Meistertitel holten. Bust und Kahler galten somit bei den Meisterschaften 1953 bereits als Favoriten und konnten den Titel über 10.000 Meter verteidigen.
1954 bemühte sich der Kanuverband der DDR auch um den Kanuslalom. Gemeinsam mit Kahler und Udo Cohrs besuchte Bust einen entsprechenden Lehrgang in Jena-Lobeda. Es fand dann ein Wettkampf zwischen der DDR und der Tschechoslowakei in Kala statt. Mangels geeignetem Material fuhr man mit offenem Boot. Im ersten Lauf kenterten Bust und Cohrs, nach einem gelungen zweiten Durchgang erreichte man eine Platzierung im ersten Drittel. Ein weiteres Engagement im Slalom erfolgte jedoch nicht mehr. Im gleichen Jahr nahm Bust nach einem Trainingslager in Berlin an einer internationalen Kanuregatta in Rumänien teil.
Neben dem sportlichen Engagement war Bust auch weiterhin in der Aufbauarbeit des Vereins tätig und beteiligte sich an der Verlegung des vereinseigenen Bootshauses an Land. Auch beim späteren Bau des vereinseigenen Hafen Fermersleben, organisierte Bust Holz von seiner jetzt als SKL firmierenden Arbeitsstelle.
1957 gehörte Bust zur Mannschaft des Zehner-Kanadiers der BSG, der über 1000 Meter den DDR-Meistertitel holte. Weiter nationale Meistertitel blieben dann aus. 1958 gewannen Bust und Kahler die VII. Magdeburger Kanuregatta.